# Ceignes

Ceignes este o comună în departamentul Ain din estul Franței.